# Kaori Maeda
Kaori Maeda (前田 佳織里 Maeda Kaori?, 25 de abril de 1996) es una actriz de voz y cantante japonesa alifiada a Amuse. Inició sus actividades en 2016 luego de pasar una audición y actuó en su primer papel principal como Mari Tachibana en Back Street Girls en 2018. Es conocida por su papeles como Aria Futaba en Aikatsu Stars!, Yomi Takeda en Tamayomi y Shizuku Ōsaka en Love Live! Nijigasaki High School Idol Club.

## Biografía
Maeda nació el 25 de abril de 1996 en Kitakyushu. Desde niña le interesaba la fantasía y escribia cuentos mientras estaba en la escuerla primaria. Durante sus años de preparatoria, le interesaba la música y fue miembro de una banda que tocaba canciones de LiSA, Chatmonchy y otros artistas. Su interés por la actuación de voz comenzó cuando leyó el manga Voice Over! Seiyu Academy, también estuvo influenciada por sus disfrute de las actuaciones desde una edad temprana.
En 2016, Maeda participó en una audición de actuación de voz, donde ganó el gran premio. Inicio su carrera como actriz el año siguiente luego de afiliarse a la agencia de talentos Amuse. Entre sus primeros papeles se encuentran Aria Futaba en Aikatsu Stars! y Nice Nature en la franquicia multimedia Uma Musume Pretty Derby. En 2018, como Mari Tachibana en Back Street Girls y Selka Zuberg en Sword Art Online: Alicization. En 2019, como Yuzu Midorikawa en Kandagawa Jet Girls. En 2020, como Yomi Takeda en Tamayomi y Shizuku Ōsaka en Love Live! Nijigasaki High School Idol Club.
El 25 de noviembre de 2022, hizo su debut como cantante solista bajo el sello de Amuse,_Inc. con su sencillo "Hikatta Koin ga Shimesu Hou" (光ったコインが示す方, Hacia dónde conduce la moneda brillante), el cual fue lanzado el 15 de marzo de 2023. La canción fue utilizada como tema de apertura para el anime Rōgo ni Sonaete Isekai de 8-Man-Mai no Kinka o Tamemasu.

## Vida personal
Maeda es ambidiestra. Anteriormente trabajó a tiempo parcial en Mister Donut y cita "la adivinación de Mister Donut" como uno de sus pasatiempos.

## Filmografía

### Anime
| Año  | Título                                                                                                | Papel                            | Ref(s) |
| ---- | --- | -------------------------------- | ------ |
| 2017 | Aikatsu Stars!                                                                                        | Aria Futaba                      | [ 2 ]  |
| 2018 | Shizuku Osaka, Anata no risou no Heroine Uma Musume Pretty Derby                                      | Nice Nature                      | [ 3 ]  |
| 2018 | Back Street Girls                                                                                     | Mari Tachibana                   | [ 4 ]  |
| 2018 | Sword Art Online: Alicization                                                                         | Selka                            | [ 5 ]  |
| 2019 | Kemono Friends                                                                                        | Panda Gigante                    | [ 10 ] |
| 2019 | Kōya no Kotobuki Hikōtai                                                                              | Miyuri                           | [ 11 ] |
| 2019 | Fruits Basket                                                                                         | Chie                             | [ 12 ] |
| 2019 | Kandagawa Jet Girls                                                                                   | Yuzu Midorikawa                  | [ 6 ]  |
| 2019 | Aikatsu on Parade!                                                                                    | Aria Futaba                      | [ 2 ]  |
| 2020 | Ishuzoku Reviewers                                                                                    | Thies                            |        |
| 2020 | Tamayomi                                                                                              | Yomi Takeda                      | [ 7 ]  |
| 2020 | Umayon                                                                                                | Nice Nature                      | [ 3 ]  |
| 2020 | Love Live! Nijigasaki High School Idol Club                                                           | Shizuku Ōsaka                    | [ 8 ]  |
| 2021 | Sentōin, Hakenshimasu!                                                                                | Cristoseles Tillis Grace         |        |
| 2021 | Uma Musume Pretty Derby Season 2                                                                      | Nice Nature                      | [ 3 ]  |
| 2021 | Night Head 2041                                                                                       | Shо̄ko Futami                     | [ 13 ] |
| 2021 | Assault Lily Fruits                                                                                   | Kanaho Kon                       | [ 14 ] |
| 2021 | Gokushufudo                                                                                           | Cheering Child A                 | [ 12 ] |
| 2021 | Platinum End                                                                                          | Mimi Yamada                      |        |
| 2022 | Kaijin Kaihatsubu no Kuroitsu-san                                                                     | Tōka Kuroitsu                    | [ 16 ] |
| 2022 | Love Live! Nijigasaki High School Idol Club Season 2                                                  | Shizuku Ōsaka                    | [ 8 ]  |
| 2022 | Onipan!                                                                                               | Momozono-Momo                    | [ 17 ] |
| 2023 | Ijiranaide, Nagatoro-san                                                                              | Orihara                          | [ 18 ] |
| 2023 | Rōgo ni Sonaete Isekai de 8-Man-Mai no Kinka o Tamemasu                                               | Sabine                           | [ 19 ] |
| 2023 | Isekai de Cheat Skill o Te ni Shita Ore wa, Genjitsu Sekai o mo Musōsuru - Level Up wa Jinsei o Kaeta | Lexia von Arcelia                | [ 20 ] |
| 2023 | Isekai Shōkan wa Nidome Desu                                                                          | Elka                             | [ 21 ] |
| 2024 | Yūki Bakuhatsu Bang Bravern                                                                           | Honoka Suzunagi                  |        |
| 2024 | Mahō Shōjo ni Akogarete                                                                               | Haruka Hanabishi / Magia Magenta |        |
| 2024 | Pon no Michi                                                                                          | Nashiko Jippensha                |        |
| 2024 | 2.5 Jigen no Yūwaku                                                                                   | Lilysa Amano                     |        |
| 2024 | Hazure Waku no "Jōtai Ijō Sukiru" de Saikyō ni Natta Ore ga Subete wo Jūrin Suru made                 | Itsuki Takao                     |        |
| 2024 | Senpai wa Otokonoko                                                                                   | Konatsu Taiga                    |        |
| 2024 | Elf-san wa Yaserarenai                                                                                | Honeda                           |        |
| 2024 | Party kara Tsuihō Sareta Sono Chiyushi, Jitsu wa Saikyō ni Tsuki                                      | Narusena                         |        |
| 2025 | Class no Daikirai na Joshi to Kekkon Suru Koto ni Natta.                                              | Maho Sakuramori                  |        |
| 2025 | Kuroiwa Medaka ni Watashi no Kawaii ga Tsūjinai                                                       | Minami Shirahama                 |        |
| 2025 | Übel Blatt                                                                                            | Elsaria                          |        |
| 2025 | Chūzenji-sensei Mononoke Kōgiroku                                                                     | Kanna Kusakabe                   |        |
| 2025 | Ore wa Seikan Kokka no Akutoku Ryōshu!                                                                | Liam Sera Banfield (joven)       |        |
| 2025 | Isekai Mokushiroku Mynoghra                                                                           | Maria                            |        |
| 2025 | Bad Girl                                                                                              | Mizuka Mizutori                  |        |
| 2025 | Tsuyokute New Saga                                                                                    | Milena                           |        |

### Películas
| Año  | Título           | Papel          | Ref(s) |
| ---- | ---------------- | -------------- | ------ |
| 2021 | Hula Fulla Dance | Ohana Ka'aihue | [ 22 ] |

### Videojuegos
| Año  | Título                              | Papel            | Ref(s) |
| ---- | ----------------------------------- | ---------------- | ------ |
| 2020 | Kandagawa Jet Girls                 | Yuzu Midorikawa< | [ 23 ] |
| 2020 | Show by Rock!!                      | Reppanyo         | [ 24 ] |
| 2020 | Manga Time Kirara                   | Utsutsu Sumeragi | [ 25 ] |
| 2023 | Dead or Alive Xtreme Venus Vacation | Yukino           |        |
| 2023 | Honkai: Star Rail                   | Lingsha          |        |